# La Unión (Nariño)
La Unión – miasto w Kolumbii, w departamencie Nariño.